# سبلاش (علامة تجارية)
سبلاش (بالإنجليزية: Splash)‏ هي جزء من مجموعة لاندمارك، إحدى أكبر مجموعات البيع بالتجزئة في الشرق الأوسط والهند. تأسست سبلاش في عام 1993 كمتجر لعلامة تجارية واحدة في الشارقة في الإمارات العربية المتحدة، وقد نمت إلى أكثر من 150 متجرًا و50 متجرًا للعلامة التجارية في 14 دولة، الهند، باكستان، تنزانيا، ليبيا والشرق الأوسط. المجموعات الشقيقة هي متاجر لايف ستايل ومتاجر هوم سنتر. كريستيانو رونالدو وسلمان خان هما أحد سفراء العلامة التجارية.

## متاجر
تتواجد سبلاش حاليًا في 16 دولة ولديها أكثر من 150 متجرًا.
- البحرين: 9
- بنغلاديش: 2
- مصر: 6
- الهند: 19
- العراق: 4
- الأردن: 1
- الكويت: 13
- لبنان: 2
- ليبيا: 1
- عمان: 5
- باكستان: 3
- قطر: 3
- السعودية: 78
- سريلانكا: 1
- تنزانيا: 1
- الإمارات العربية المتحدة: 33

## جوائز وتقدير
حصلت سبلاش على العديد من الجوائز التقديرية في هذا المجال والتي من بينها حصولها على مرتبة «سوبر براند» في عام 2013، أربع مرات على التوالي. كما تم تكريم سبلاش، المدرجة في قائمة «أفضل 40 علامة تجارية عربية» في فوربس أرابيا، من قبل جمارك دبي لكونها أكبر مستورد للملابس الجاهزة في الإمارات العربية المتحدة. في عام 2011، حصلت سبلاش على جائزة الحملة التسويقية الأكثر إثارة للإعجاب، في حفل توزيع جوائز ريتيل الشرق الأوسط لعام 2011، جنبًا إلى جنب مع جائزة بائع التجزئة الأكثر إثارة للإعجاب.

## روابط خارجية
- سبلاش